# جوناثان هود
جوناثان هود هو لاعب كرة القدم الكندية كندي، ولد في 23 ديسمبر 1985 في ميسيساغا في كندا.

## وصلات خارجية
- الموقع الرسمي